# Sikkim-Lärche

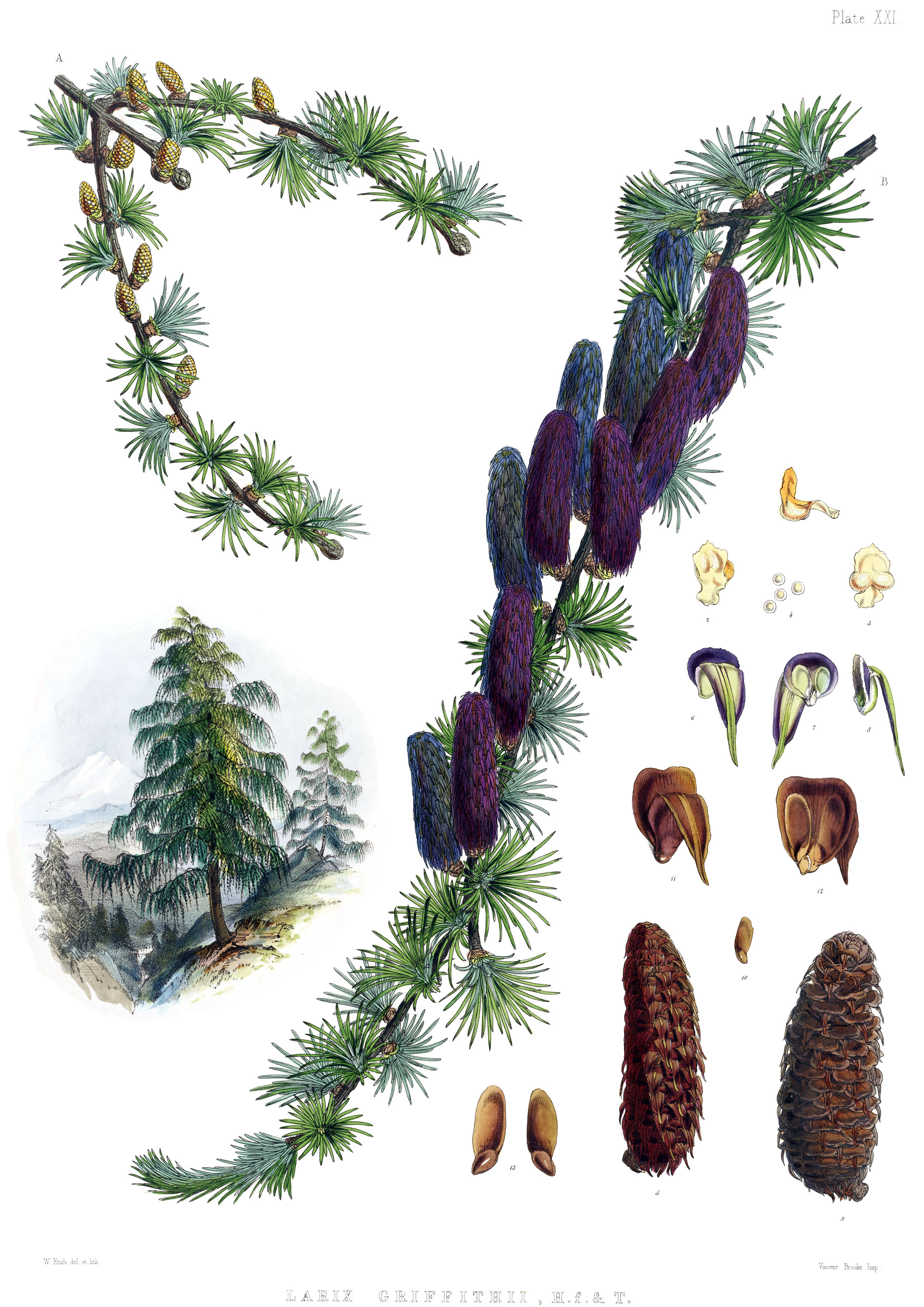
Illustration

Die Sikkim-Lärche (Larix griffithii Hook. f., Synonym: Larix griffithiana Carrière) ist ein Nadelbaum aus der Gattung der Lärchen, der im östlichen Himalaya und in den angrenzenden Gebieten vorkommt. Die Sikkim-Lärche hat aufgrund ihres abgelegenen Verbreitungsgebiets nur eine geringe wirtschaftliche Bedeutung.

## Beschreibung
Die Sikkim-Lärche bildet 15 bis 20, maximal 23 Meter hohe Bäume mit Stämmen von 0,5 bis 0,8 Meter Brusthöhendurchmesser. Der Stamm ist gerade oder gekrümmt und mit einer schuppigen, grauen Borke bedeckt. Die Krone ist breit konisch bis pyramidenförmig. Die Hauptäste sind lang und horizontal mit aufwärts gerichteten Enden. Die anderen Äste sind lang, schlank und hängend. Die Zweige sind lang und schlank, mit einer anfangs rötlich-braunen später grauen, gelblichen oder hellbraunen Rinde. Junge Zweige können behaart oder kahl sein, ab dem dritten Jahr sind sie kahl. Die Kurztriebe haben einen Durchmesser von 6 bis 8 Millimetern, werden etwa 3 bis 8 Millimeter lang und haben ringförmige aufgebogene Schuppenreste.
Die Blattknospen werden 2 Millimeter lang und 1,5 Millimeter breit. Sie sind konisch bis eiförmig und harzig, die Knospenschuppen sind dreieckig und rotbraun. Die Nadeln stehen dicht in Scheinwirteln von 30 bis 50 und mehr an den Kurztrieben. Sie werden 1,5 bis 3,5 Zentimeter, seltener ab 1 Zentimeter und bis 4,5 Zentimeter lang und 1 bis 1,8 Millimeter breit. Sie sind gerade, weich und biegsam, grün, mit fast ebener Nadeloberseite und gekielter Unterseite. Die Nadeln sind glänzend und mit mehreren unterbrochenen grünlichweißen Spaltöffnungsstreifen auf der Oberseite und zwei Spaltöffnungsbändern auf der Unterseite versehen. Im Herbst färben sie sich gelb.
Die gelblichen Pollenzapfen stehen aufrecht an den Enden von Kurztrieben, oft zahlreich an hängenden Zweigen. Sie werden 1 bis 2 Zentimeter lang. Die Samenzapfen stehen aufrecht an den Enden von Kurztrieben hängender Zweige. Reife Samenzapfen sind 5 bis 11 Zentimeter lang und haben Durchmesser von 2,2 bis 3 Zentimeter. Sie sind braun bis hellbraun, zylindrisch bis zylindrisch-ellipsoid. Die Samenschuppen sind verkehrt-eiförmig, mehr oder weniger flach und in der Mitte des Zapfen 1,1 bis 1,4 Zentimeter lang und ebenso breit. Die Basis ist an der Außenseite behaart, der Schuppenrand zur Spitze hin gezähnt. Die Spitze ist gestutzt oder etwas ausgerandet. Die Deckschuppen sind eiförmig bis verkehrt-eiförmig-lanzettlich. Sie sind länger als die Samenschuppen, 5 bis 7 Millimeter breit und zurückgebogen. Die Samen sind weißlich grau mit unregelmäßigen roten Flecken, schräg verkehrt-eiförmig und mit Flügeln etwa 10 Millimeter lang. Die Bestäubung findet von April bis Mai statt, die Samen reifen im Oktober.
Die Chromosomenzahl beträgt 2n = 24.

## Verbreitung und Ökologie
Das Verbreitungsgebiet der Sikkim-Lärche befindet sich im östlichen Himalaya, in Bhutan, Nepal, im indischen Bundesstaat Sikkim und in Süd- und Ost-Tibet. Sie wächst in der Nebelzone der Gebirge in Höhen von 2400 bis 4100 Metern, seltener auch in Höhen ab 1800 Metern. Man findet sie auf Moränen und anderen kiesreichen Böden. Das Klima wird durch den Sommermonsun beeinflusst mit Jahresniederschlägen von über 2000 Millimetern. In höheren Lagen bis zur Baumgrenze wächst sie in Reinbeständen, in niedrigeren Lagen zusammen mit der Himalaya-Tanne (Abies spectabilis), Abies densa, der Tränen-Kiefer (Pinus wallichiana), der Sikkim-Fichte (Picea spinulosa), der Himalaya-Hemlocktanne (Tsuga dumosa), verschiedenen Wacholderarten (Juniperus), der Himalaya-Birke (Betula utilis) und verschiedenen Arten der Gattung Rhododendron.
In der Roten Liste der IUCN wird die Sikkim-Lärche als nicht gefährdet („Lower Risk/least concern“) geführt. Es wird jedoch darauf hingewiesen, dass eine neuerliche Überprüfung der Gefährdung nötig ist.

## Systematik und Forschungsgeschichte
Die Sikkim-Lärche (Larix griffithii Hook.f.) ist eine Art aus der Gattung der Lärchen. Es werden zwei Varietäten anerkannt:
- Die Varietät Larix griffithii var. griffithii hat gelbliche oder hellbraune, behaarte Triebe und 1,5 bis 3,5 Zentimeter lange und 1 bis 1,2 Millimeter breite Nadeln. Seltener sind Nadeln ab 1 Zentimeter oder bis 3,8 Zentimeter Länge. Die Deckschuppen der Samenzapfen sind stark zurückgebogen. Ihr Verbreitungsgebiet liegt im östlichen Himalaya, vom östlichen Nepal über Sikkim und Bhutan bis zum indischen Bundesstaat Arunachal Pradesh und in den Tibet.[3]
- Die Varietät Larix griffithii var. speciosa (W.C.Cheng & Y.W.Law) Farjon (Syn.: Larix speciosa W.C.Cheng & Y.W.Law) hat dunkler gefärbte und kahle Langtriebe und dickere Kurztriebe. Die Nadeln werden 2,5 bis 4,5 Zentimeter lang und 1 bis 1,5 Millimeter breit. Die Deckschuppen der Samenzapfen sind schmäler und weniger stark zurückgebogen. Die Varietät wird als Larix speciosa auch als eigene Art beschrieben.[8] Gegen den Artstatus spricht jedoch der kontinuierliche Übergang zwischen den beiden Varietäten, für zwei getrennte Arten sollte der Übergang weniger stetig sein.[3]

Die Art wurde 1854 vom englischen Botaniker Joseph Dalton Hooker als Larix griffithii im Himalayan Journal erstbeschrieben. Ein Jahr später veröffentlichte der französische Botaniker Élie-Abel Carrière die Art unter dem Synonym Larix griffithiana im französischen Traité Général des Conifères. Das Synonym wird etwa mit der gleichen Häufigkeit verwendet wie der eigentliche Artname; gültig ist jedoch der ältere Name. Die Artepitheta griffithii und auch griffithiana erinnern an William Griffith, der die Art in Bhutan entdeckt hat. Er hat mit seinen anderen Funden als Direktor des botanischen Gartens von Kalkutta ein umfangreiches Herbarium angelegt, das heute in den Royal Botanic Gardens in Kew (London) aufbewahrt wird.

## Verwendung
Die Sikkim-Lärche hat nur eine geringe wirtschaftliche Bedeutung, da sie nur in abgelegenen Tälern und im Gebirge vorkommt. Das Holz wird als Bauholz, für Gruben und Eisenbahnschienen und zur Herstellung von Möbeln genutzt. Die Rinde enthält Tannine. Der Baum wird zur Aufforstung verwendet. Im 19. Jahrhundert wurde sie in Großbritannien eingeführt, erreichte aber keine größere Verbreitung und blieb auf einige Gärten beschränkt. Dort wird sie durch kurzfristige warme Phasen im Winter angegriffen, weil sie Nadeln treibt, die durch späteren Frost geschädigt werden.

## Nachweise